# Хималайски смърч
Хималайският смърч (Picea smithiana) е вид вечнозелено дърво от семейство Борови (Pinaceae).

## Разпространение и местообитание
Този вид смърч е разпространен в западните Хималаи и съседните планини, от североизточен Афганистан, северен Пакистан и Индия до централните части на Непал.
Среща се на надморска височина от 2400 до 3600 метра в гори заедно с Хималайски кедър, Хималайски бор и Хималайска ела.

## Описание
Хималайският смърч достига на височина до 40 – 55 метра, и много рядко до 60 метра. Диаметърът на ствола му е около 1 – 2 метра. Има конична корона със симетрични клони и обикновено висящи клонки. Листата са игловидни и зелени, с ромбично напречно сечение и дължина около 3 – 5 см.
Шишарките са цилиндрично-конични с дължина около 9 – 16 см и широчина около 3 см. Те са зелени, когато са млади, а когато узреят стават кафяви и се разтварят, при което широчината им нараства до 5 – 6 см.